# Limnellia rainier
Limnellia rainier är en tvåvingeart som beskrevs av Wayne N. Mathis och Zack 1980. Limnellia rainier ingår i släktet Limnellia och familjen vattenflugor.
Artens utbredningsområde är Washington. Inga underarter finns listade i Catalogue of Life.